# IShowSpeed
IShowSpeed (* 21. Januar 2005 in Cincinnati, Ohio; bürgerlich Darren Watkins Jr. [ˈdɑːrən ˈwɑːtkɪnz ˈʤuːnjə]) ist ein US-amerikanischer YouTuber und Streamer, der auf seinem Kanal vor allem verschiedene Gamingformate veröffentlicht. Watkins’ Popularität auf YouTube und die umfassende Berichterstattung in den Medien machen ihn zu einem einflussreichen Web-Content-Ersteller und Internet-Meme. Im Jahr 2022 beschrieb Kotaku ihn als „einen der bemerkenswertesten und am schnellsten wachsenden Streamer“ auf der Plattform.

## Karriere
Im Jahr 2019 startete Watkins seinen ersten YouTube-Kanal unter dem Namen IShowSpeed. Watkins begann 2019 mit der Ausstrahlung; er ging im Jahr 2021 viral, nachdem seine Anhängerschaft begann, Clips auf der Plattform TikTok und anderen Plattformen sozialer Medien von seinem aggressiven Verhalten gegenüber anderen Spielern während der Livestreams zu veröffentlichen.

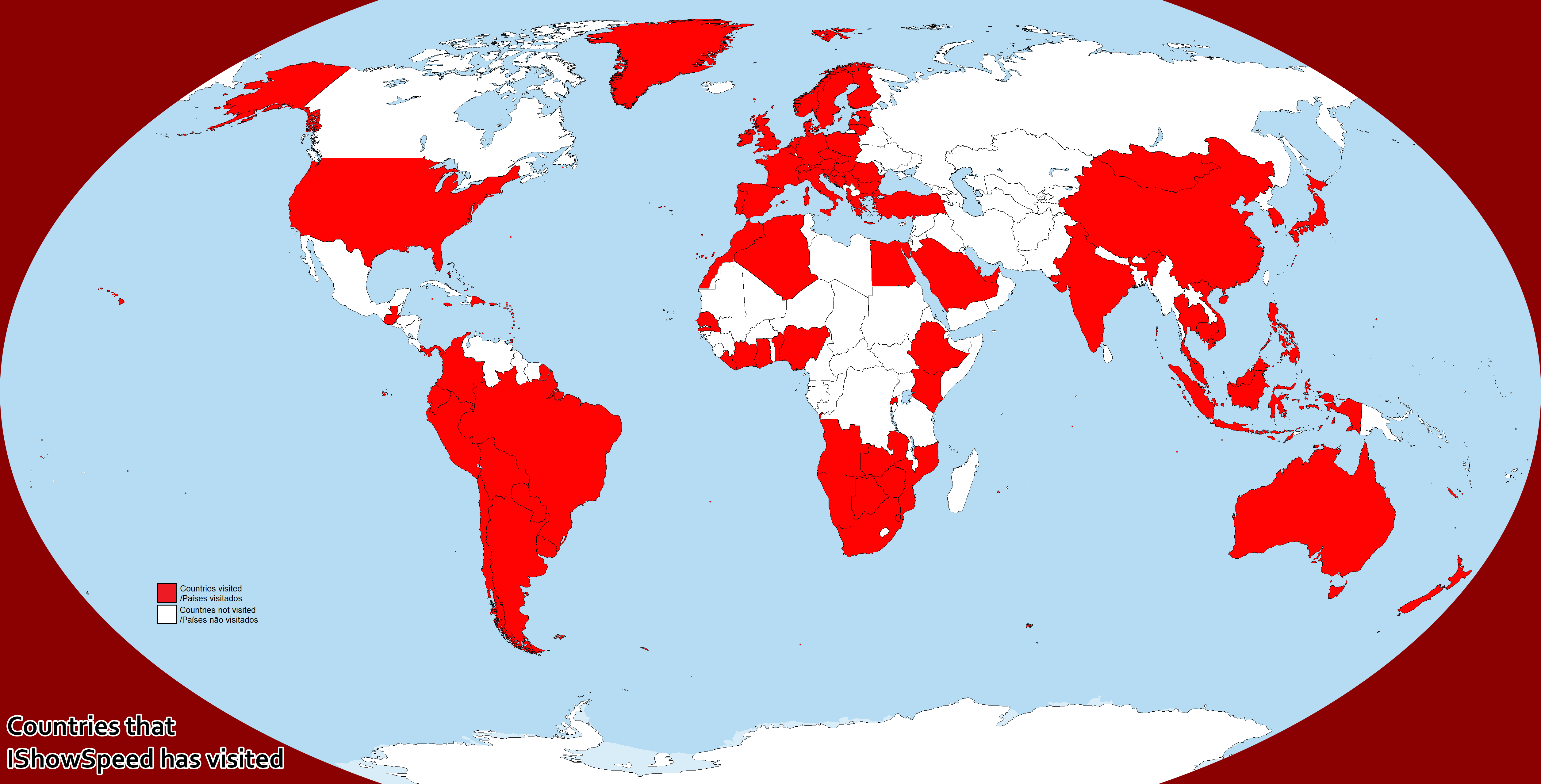
Länder, die IShowSpeed besucht hat (Stand: 12. April 2025)

Ein Spiel, das wesentlich zu seiner wachsenden Popularität beigetragen hat, ist Talking Ben. Watkins’ Videos zu Talking Ben the Dog haben der mobilen App zu neuer Popularität verholfen, so dass sie über ein Jahrzehnt nach ihrer ersten Veröffentlichung zum meistverkauften Spiel im App Store wurde. Im November 2022 gab der amerikanische Rapper und Sänger Lil Nas X sein Live-Streaming-Debüt und erschien im Stream von IShowSpeed.
Im Dezember 2022 gewann er bei den 12. Streamy Awards den Streamy Award in der Kategorie Breakout Streamer.
Im Juni 2024 reiste Watkins nach Albanien und traf den albanischen Ministerpräsidenten Edi Rama in dessen Büro während eines Livestreams auf der Plattform Youtube. Außergewöhnlich war, dass er Rama während des Livestreams anbellte und mit „Bro“ anredete.
Am 28. Januar 2025 wurde IShowSpeed im Rahmen einer gefeierten Südamerika-Tour für eine Stunde ehrenhalber Bürgermeister der Peruanischen Hauptstadt Lima.
Sein Elfmeter-Tor im Sidemen Charity Match 2025 erhielt eine große mediale Aufmerksamkeit. Aktuell reist er um die Welt, mit dem Ziel, jedes Land einmal besucht zu haben.

## Auszeichnungen für Musikverkäufe
| Goldene Schallplatte - Polen - 2024: für die Single World Cup |

| Land/RegionAuszeichnungen für Musikverkäufe (Land/Region, Auszeichnungen, Verkäufe, Quellen) | Gold  | Platin | Verkäufe | Quellen |
| -------------------------------------------------------------------------------------------- | ----- | ------ | -------- | ------- |
| Polen (ZPAV)                                                                                 | Gold1 | —      | 25.000   | olis.pl |
| Insgesamt                                                                                    | Gold1 | —      |          |         |